# Neolita epicaste
Neolita epicaste là một loài bướm đêm trong họ Noctuidae.